# Neuvic (Corrèze)
Pour les articles homonymes, voir Neuvic.
Pour l’article ayant un titre homophone, voir Neuvicq.
Neuvic (Nòu Vic en occitan), parfois appelé Neuvic d'Ussel, est une commune française située dans le département de la Corrèze en région Nouvelle-Aquitaine.
Ses habitants sont appelés les Neuvicois et Neuvicoises.

## Géographie
Neuvic est une des communes les plus étendues du département de la Corrèze, la plus étendue étant Meymac.

### Localisation
La commune est située dans le Massif central à 21 km au sud d'Ussel, 110 km au sud-ouest de Clermont-Ferrand et à 90 km au nord-est de Brive (82 km au plus court et 102 km par l'A89 Ussel-Ouest.
Neuvic se trouve juste à l'ouest des gorges de la Haute-Dordogne sur le plateau à une altitude de 630 m dominant, à l'est, la rivière Triouzoune.
Au nord de la commune, s'étend la forêt domaniale de la Vergne.

### Communes limitrophes
Les communes limitrophes sont Arches, Chalvignac, Chirac-Bellevue, Lamazière-Basse, Latronche, Liginiac, Palisse, Saint-Hilaire-Luc et Sérandon.

### Transports
La commune est située à 20 km au sud de la sortie Ussel-Ouest de l'autoroute A89.
La route nationale 682 qui allait d'Aubusson à Mauriac en passant par Ussel et Neuvic est déclassée en route départementale 982 sur le département de la Corrèze. Cette route traverse la Dordogne sur le pont de Saint-Projet.
La route nationale 691 qui allait de Neuvic à Égletons est désormais déclassée en route départementale 991. Cette route pittoresque possède des portions dangereuses limitées à 30 km/h.
La gare SNCF la plus proche est la gare d'Ussel à 22 km.
Neuvic possédait une gare sur l'ancienne ligne du Transcorrézien allant de Tulle à Ussel en passant par Marcillac-La-Croisille, Lapleau, le Viaduc des Rochers Noirs, Soursac, Liginiac… Cette ligne appartenait aux tramways de la Corrèze, Section Ussel - Neuvic d'Ussel (ouverture le 1er août 1912 et fermeture le 1er juillet 1952) et Section Neuvic d'Ussel - Soursac (ouverture le 7 mars 1913 et fermeture le 1er janvier 1960).
Les aéroports les plus proches sont, au choix, en fonction des destinations et opportunités, Limoges, Clermont-Ferrand, voire Brive-Souillac.

### Hydrographie
La commune est traversée par la rivière Triouzoune, affluent de la Dordogne, sur laquelle a été construit un barrage voûte en béton, le barrage de Neuvic. Mesurant 145 m de long pour 27 m de haut, ce barrage permet une retenue d'eau de 24 millions de m³ alimentant par une galerie une usine hydroélectrique située à 5 km au sud-est à Sérandon dans la vallée de la Dordogne et produisant annuellement 56 millions de kWh. La retenue d'eau a permis le développement d'activités nautiques et du tourisme. Le ruisseau Le Riffaud et le petit ruisseau des Côtes se jettent dans la Triouzoune.
Le Vianon, affluent de la Luzège et sous-affluent de la Dordogne, marque la limite entre les communes de Neuvic et de Lamazière-Basse ; le ruisseau d'Embouérime se jette dans le Vianon.
La Dordogne marque la limite sud de la commune ; les ruisseaux du Pont-Aubert, de Lachaux (qui prend sa source sur la commune) et de Peyrelaure se jettent dans la Dordogne.

### Climat
Pour des articles plus généraux, voir Climat de la Nouvelle-Aquitaine et Climat de la Corrèze.
Historiquement, la commune est exposée à un climat montagnard.  
En 2020, Météo-France publie une typologie des climats de la France métropolitaine dans laquelle la commune est exposée à un climat de montagne et est dans la région climatique  Ouest et nord-ouest du Massif Central, caractérisée par une pluviométrie annuelle de 900 à 1 500 mm, maximale en automne et en hiver.
Pour la période 1971-2000, la température annuelle moyenne est de 9,7 °C, avec  une amplitude thermique annuelle de 15,1 °C. Le cumul annuel moyen de précipitations est de 1 094 mm, avec 13,2 jours de précipitations en janvier et 7,9 jours en juillet. Pour la période 1991-2020, la température moyenne annuelle observée sur la station météorologique installée sur la commune est de 10,6 °C et le cumul annuel moyen de précipitations est de 1 173,4 mm,. Pour l'avenir, les paramètres climatiques de la commune estimés pour 2050 selon différents scénarios d’émission de gaz à effet de serre sont consultables sur un site dédié publié par Météo-France en novembre 2022.
| Mois                                  | jan.           | fév.           | mars           | avril           | mai             | juin            | jui.           | août           | sep.         | oct.            | nov.             | déc.            | année     |
| ------------------------------------- | -------------- | -------------- | -------------- | --------------- | --------------- | --------------- | -------------- | -------------- | ------------ | --------------- | ---------------- | --------------- | --------- |
| Température minimale moyenne (°C)     | −0,5           | −0,8           | 1,5            | 3,8             | 7,3             | 10,8            | 12,5           | 12,3           | 9            | 6,5             | 2,5              | 0,1             | 5,4       |
| Température moyenne (°C)              | 3,2            | 3,6            | 6,8            | 9,4             | 13              | 16,8            | 18,6           | 18,5           | 14,8         | 11,6            | 6,6              | 4               | 10,6      |
| Température maximale moyenne (°C)     | 6,9            | 8,1            | 12,1           | 14,9            | 18,8            | 22,7            | 24,8           | 24,6           | 20,6         | 16,6            | 10,7             | 7,8             | 15,7      |
| Record de froid (°C) date du record   | −24 09.01.1985 | −19 04.02.1963 | −15,1 01.03.05 | −6,5 03.04.1970 | −2,5 03.05.1963 | −1,1 02.06.1975 | 4,2 04.07.1970 | 2,4 30.08.1986 | 0,2 27.09.20 | −6 30.10.1962   | −10,9 22.11.1998 | −17 26.12.1962  | −24 1985  |
| Record de chaleur (°C) date du record | 18 16.01.1993  | 25,9 27.02.19  | 25,3 14.03.12  | 27,9 09.04.11   | 29,6 24.05.09   | 38,1 27.06.19   | 38,5 23.07.19  | 38,2 07.08.20  | 33 13.09.19  | 28,6 11.10.1985 | 25,2 04.11.1981  | 19,7 04.12.1979 | 38,5 2019 |
| Précipitations (mm)                   | 100,4          | 85,8           | 89,5           | 111,9           | 104,6           | 89,1            | 78,2           | 74,6           | 96,7         | 104,8           | 119,4            | 118,4           | 1 173,4   |

## Urbanisme

### Typologie
Au 1er janvier 2024, Neuvic est catégorisée bourg rural, selon la nouvelle grille communale de densité à 7 niveaux définie par l'Insee en 2022.
Elle est située hors unité urbaine et hors attraction des villes,.

### Occupation des sols
L'occupation des sols de la commune, telle qu'elle ressort de la base de données européenne d’occupation biophysique des sols Corine Land Cover (CLC), est marquée par l'importance des forêts et milieux semi-naturels (59,2 % en 2018), en diminution par rapport à 1990 (60,9 %). La répartition détaillée en 2018 est la suivante : 
forêts (58,6 %), prairies (23,6 %), zones agricoles hétérogènes (11,1 %), eaux continentales (3,8 %), zones urbanisées (1,7 %), espaces verts artificialisés, non agricoles (0,6 %), milieux à végétation arbustive et/ou herbacée (0,6 %).
L'évolution de l’occupation des sols de la commune et de ses infrastructures peut être observée sur les différentes représentations cartographiques du territoire : la carte de Cassini (XVIIIe siècle), la carte d'état-major (1820-1866) et les cartes ou photos aériennes de l'IGN pour la période actuelle (1950 à aujourd'hui).

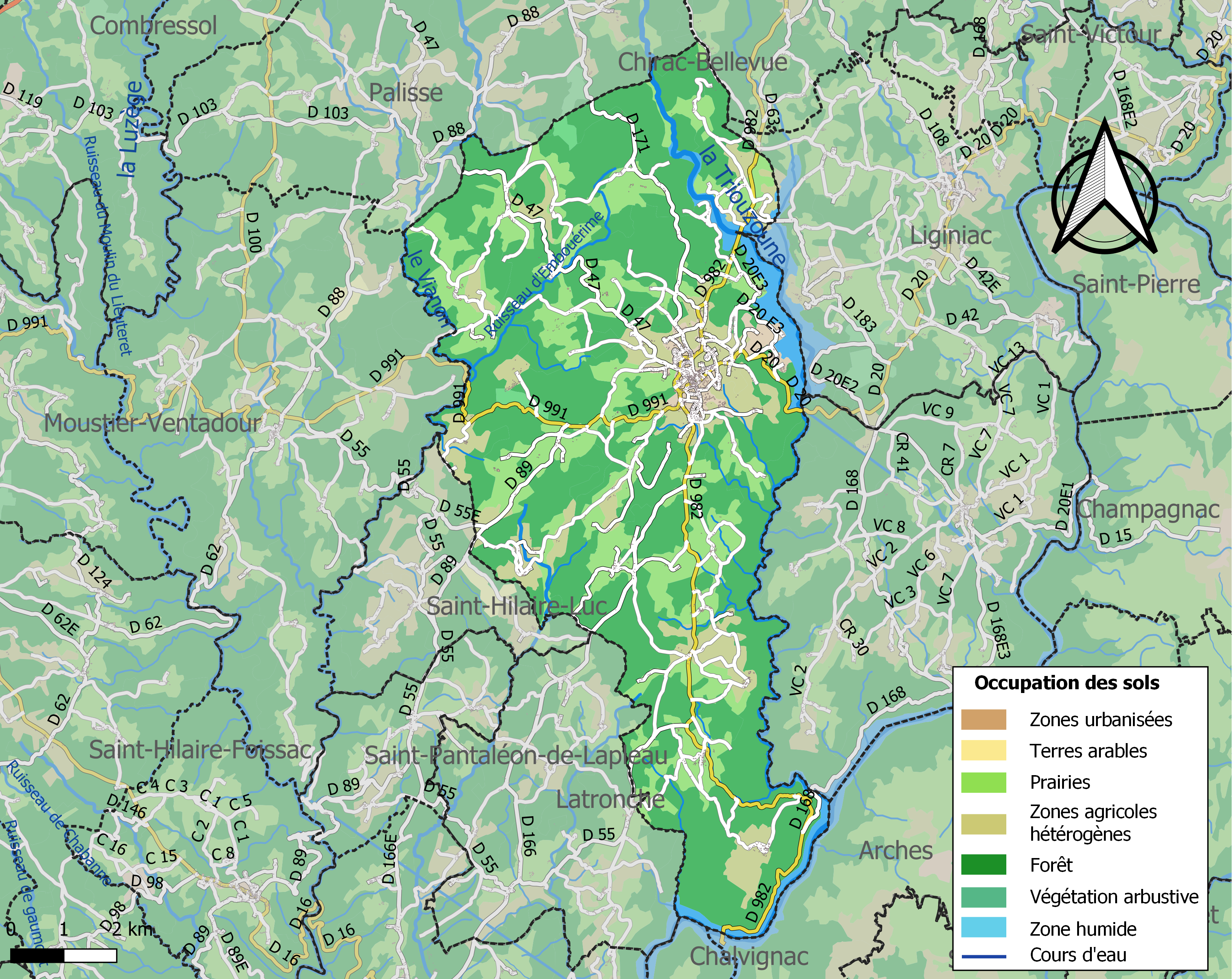
Carte des infrastructures et de l'occupation des sols de la commune en 2018 (CLC).

### Risques majeurs
Le territoire de la commune de Neuvic est vulnérable à différents aléas naturels : météorologiques (tempête, orage, neige, grand froid, canicule ou sécheresse), feux de forêts, mouvements de terrains et séisme (sismicité très faible). Il est également exposé à un risque technologique, la rupture d'un barrage, et à un risque particulier : le risque de radon. Un site publié par le BRGM permet d'évaluer simplement et rapidement les risques d'un bien localisé soit par son adresse soit par le numéro de sa parcelle.

#### Risques naturels

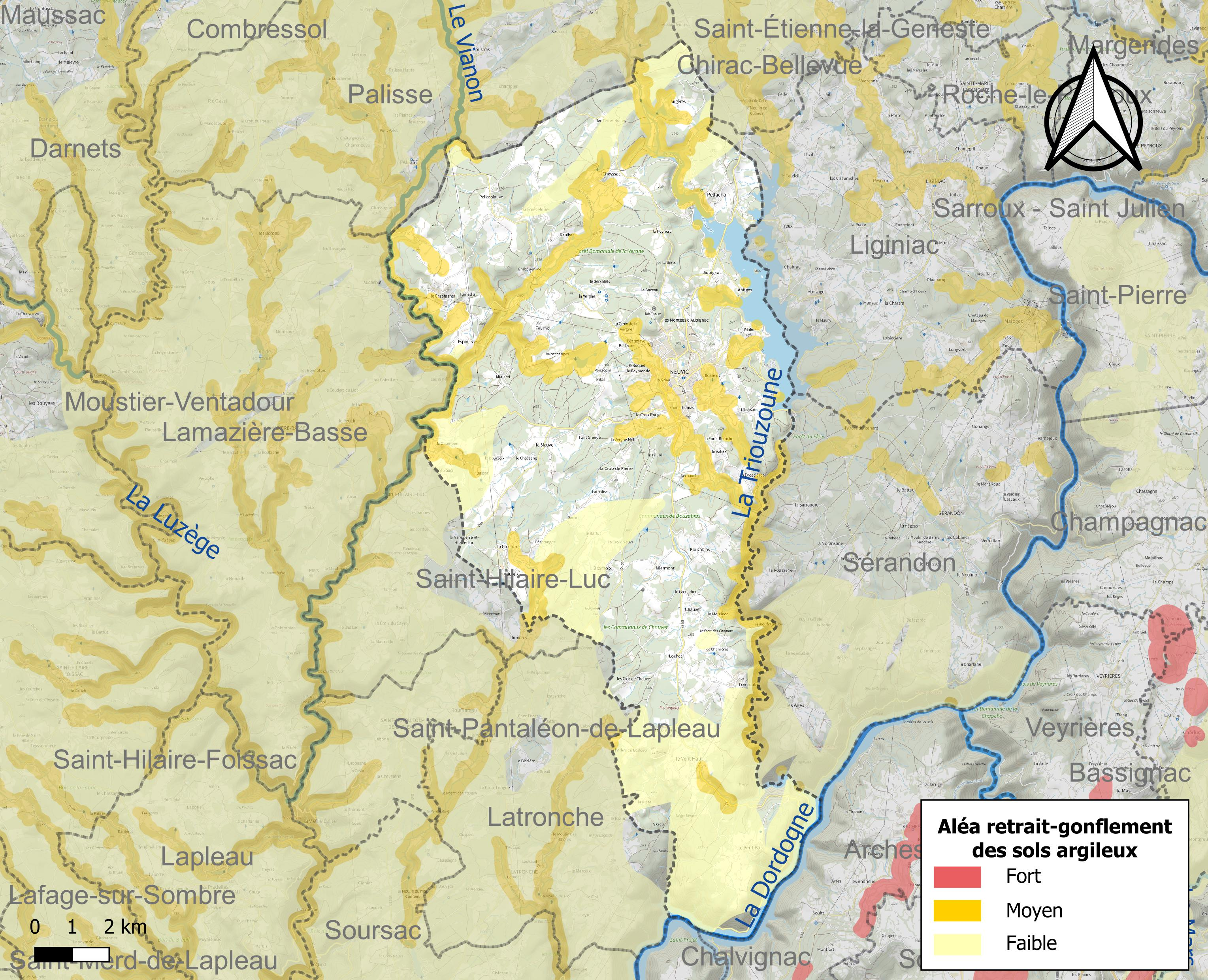
Carte des zones d'aléa retrait-gonflement des sols argileux de Neuvic.

La commune est vulnérable au risque de mouvements de terrains constitué principalement du retrait-gonflement des sols argileux. Cet aléa est susceptible d'engendrer des dommages importants aux bâtiments en cas d’alternance de périodes de sécheresse et de pluie. 17,7 % de la superficie communale est en aléa moyen ou fort (26,8 % au niveau départemental et 48,5 % au niveau national). Sur les 1 006 bâtiments dénombrés sur la commune en 2019,  193 sont en aléa moyen ou fort, soit 19 %, à comparer aux 36 % au niveau départemental et 54 % au niveau national. Une cartographie de l'exposition du territoire national au retrait gonflement des sols argileux est disponible sur le site du BRGM,.
Concernant les feux de forêt, aucun plan de prévention des risques incendie de forêt (PPRIF) n’a été établi en Corrèze, néanmoins le code de l’urbanisme impose la prise en compte des risques dans les documents d’urbanisme. Le périmètre des servitudes d'utilité publique et des zones d'obligation légale de débroussaillement pour les particuliers est quant à lui défini pour la commune dans une carte dédiée. 
La commune a été reconnue en état de catastrophe naturelle au titre des dommages causés par les inondations et coulées de boue survenues en 1982, 1999 et 2018. Concernant les mouvements de terrains, la commune a été reconnue en état de catastrophe naturelle au titre des dommages causés par des mouvements de terrain en 1999.

#### Risques technologiques
La commune est en outre située en aval des barrages de Bort-les-Orgues, de Marèges et de Neuvic d'Ussel, des ouvrages de classe A soumis à PPI. À ce titre elle est susceptible d’être touchée par l’onde de submersion consécutive à la rupture d'un de ces ouvrages.

#### Risque particulier
Dans plusieurs parties du territoire national, le radon, accumulé dans certains logements ou autres locaux, peut constituer une source significative d’exposition de la population aux rayonnements ionisants. Certaines communes du département sont concernées par le risque radon à un niveau plus ou moins élevé. Selon la classification de 2018, la commune de Neuvic est classée en zone 3, à savoir zone à potentiel radon significatif. 

## Histoire

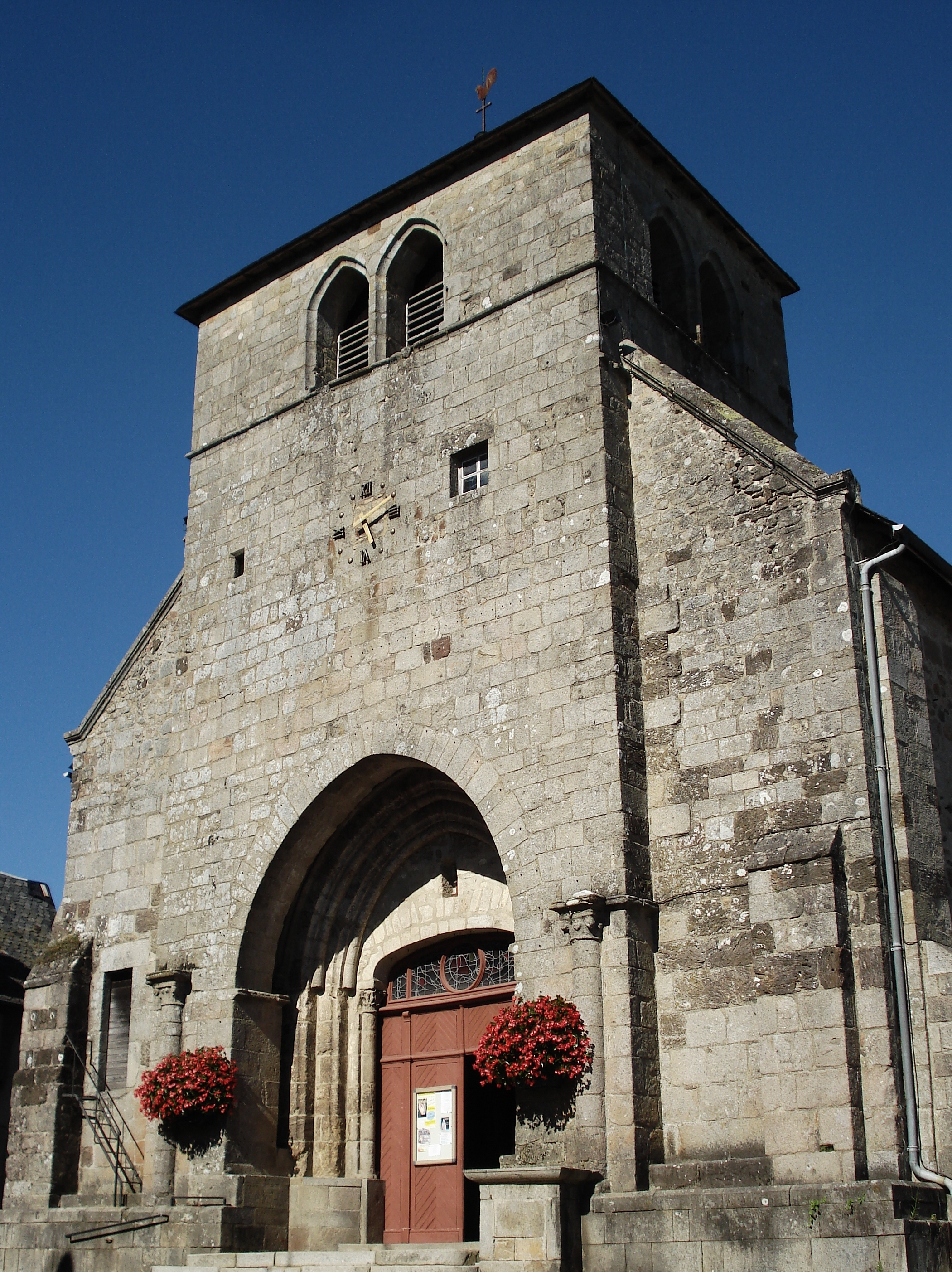
L'église Saint-Étienne de Neuvic.

Le nom proviendrait d'un nom gallo-romain novus vicus, le bourg neuf. Neuvic obtient le statut de ville au XIIIe siècle.
Un couvent de cordeliers y est créé au XVe siècle et une confrérie de pénitents blancs en 1766.

### Fait divers
Le 6 décembre 2007, un Rafale de l'Armée de l'air française s'est écrasé sur le territoire de la commune, premier accident d'un Rafale depuis sa mise en service.

## Politique et administration

### Maire
Dominique Miermont (DVG) est la maire de Neuvic depuis le 23 mai 2020 ; sa liste est élue dès le premier tour le 15 mars 2020. Elle succède à Jean Stöhr (LR).

## Démographie
L'évolution du nombre d'habitants est connue à travers les recensements de la population effectués dans la commune depuis 1793. Pour les communes de moins de 10 000 habitants, une enquête de recensement portant sur toute la population est réalisée tous les cinq ans, les populations de référence des années intermédiaires étant quant à elles estimées par interpolation ou extrapolation. Pour la commune, le premier recensement exhaustif entrant dans le cadre du nouveau dispositif a été réalisé en 2007.

En 2022, la commune comptait 1 597 habitants, en évolution de −4,26 % par rapport à 2016 (Corrèze : −0,59 %, France hors Mayotte : +2,11 %).
| 1793  | 1800  | 1806  | 1821  | 1831  | 1836  | 1841  | 1846  | 1851  |
| ----- | ----- | ----- | ----- | ----- | ----- | ----- | ----- | ----- |
| 1 665 | 2 037 | 2 251 | 2 369 | 2 619 | 2 808 | 2 918 | 3 161 | 3 350 |

| 1856  | 1861  | 1866  | 1872  | 1876  | 1881  | 1886  | 1891  | 1896  |
| ----- | ----- | ----- | ----- | ----- | ----- | ----- | ----- | ----- |
| 3 394 | 3 376 | 3 425 | 3 199 | 3 274 | 3 321 | 3 400 | 3 364 | 3 406 |

| 1901  | 1906  | 1911  | 1921  | 1926  | 1931  | 1936  | 1946  | 1954  |
| ----- | ----- | ----- | ----- | ----- | ----- | ----- | ----- | ----- |
| 3 081 | 2 958 | 2 801 | 3 006 | 3 030 | 3 089 | 3 112 | 2 630 | 2 400 |

| 1962  | 1968  | 1975  | 1982  | 1990  | 1999  | 2006  | 2007  | 2012  |
| ----- | ----- | ----- | ----- | ----- | ----- | ----- | ----- | ----- |
| 2 036 | 1 959 | 1 848 | 1 844 | 1 829 | 1 850 | 1 905 | 1 887 | 1 762 |

| 2017  | 2022  | - | - | - | - | - | - | - |
| ----- | ----- | - | - | - | - | - | - | - |
| 1 648 | 1 597 | - | - | - | - | - | - | - |

## Économie
Neuvic vit de l'agriculture (polyculture et élevage) et du tourisme l'été comme station climatique (activités nautiques sur le lac, un golf avec 2 parcours de 9 trous, campings, centre équestre).

### Élevage

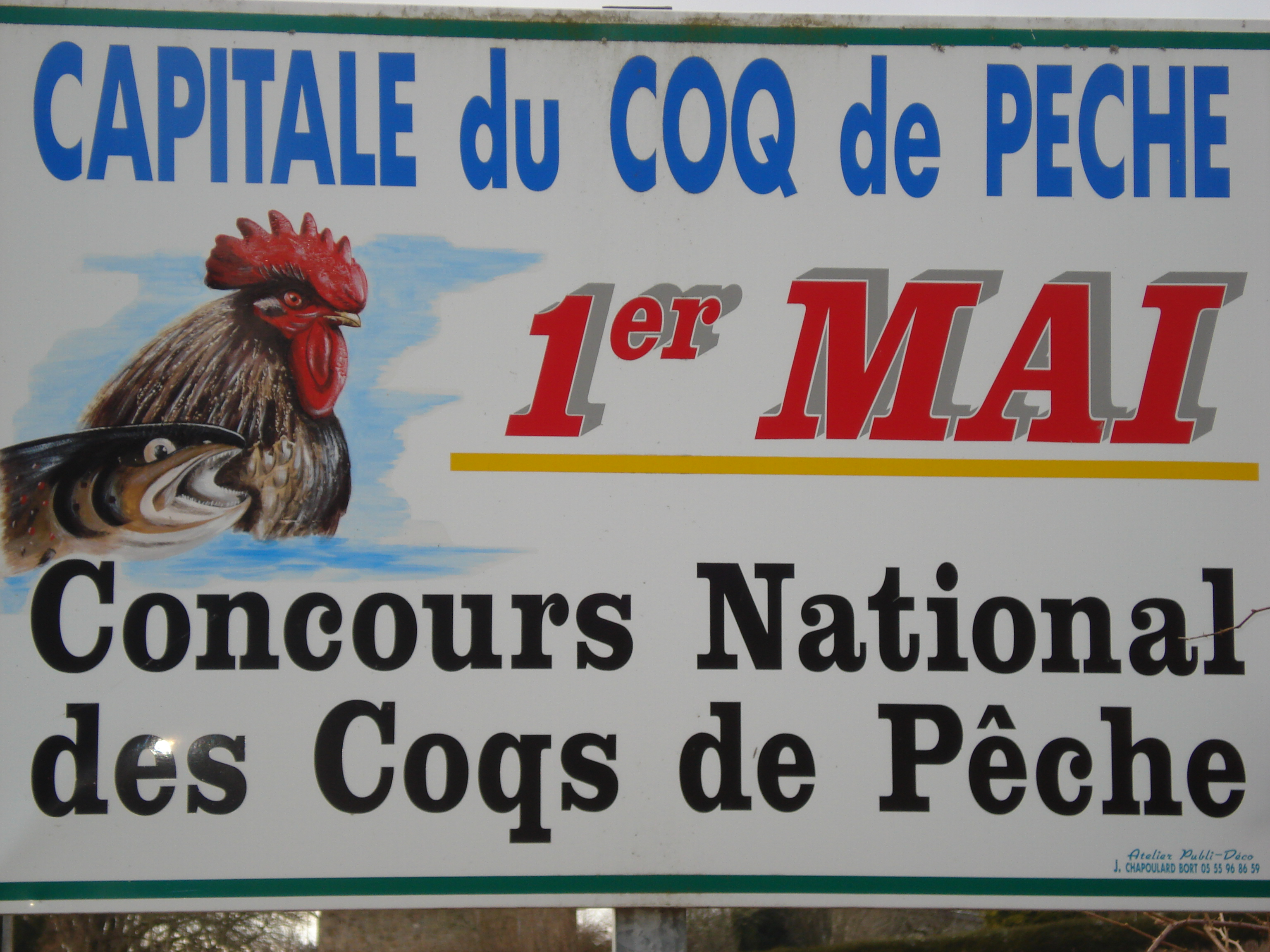
La pancarte qui se trouve à toutes les entrées de Neuvic.

Neuvic est la capitale nationale des coqs de pêche ; chaque année, un grand concours national est organisé le 1er mai.

### Tourisme

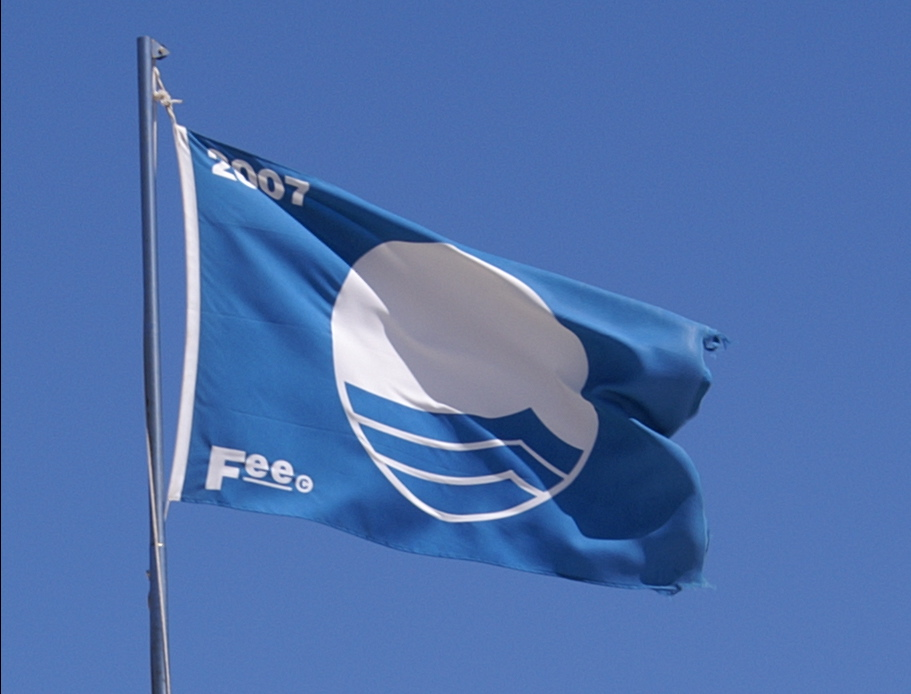
Le pavillon bleu.

La commune figurait jusqu'en 2008 au palmarès du Pavillon Bleu mais n'a pu conserver ce label en 2009 en raison d'une pollution ponctuelle du lac de la Triouzoune survenue en 2008 et résolue la même année. La plage figure de nouveau au palmarès depuis 2010.
Neuvic bénéficie de la présence d'équipements culturels comme le Musée départemental de la Résistance et l'arboretum du château de Neuvic d'Ussel.

## Équipements et services

### Éducation
La commune possède une maternelle, une école primaire, un collège, un lycée agricole, un lycée professionnel et une antenne de l'université de Limoges.

### Cinéma
Neuvic a son cinéma, en 3D depuis 2010, ainsi qu'une salle polyvalente.

### Sports
Les équipements sportifs proposent une salle omnisports, deux terrains (football et rugby), deux courts de tennis, un golf, un centre équestre.

#### Golf
Le golf de Neuvic est aménagé sur un terrain appartenant au marquis d'Ussel en 1982. Il propose 9 trous compacts, d'une distance totale de 1 173 mètres permettant de découvrir le golf et de s'initier à sa pratique. Par la suite, il est complété d'un parcours homologué 9 trous de 2 526 mètres.

#### Rugby
L'Union sportive neuvicoise (USN) est un club français de rugby créé en 1923 et affilié au comité Limousin. Il évolue en 2e série pour la saison 2011-2012 en championnat territorial du Limousin. Le club possède une équipe féminine depuis 2005 évoluant, pour la saison 2011-2012, en 3e division. Une équipe cadette/minimes filles est créée en 2011.

## Culture et patrimoine

### Lieux et monuments

#### Dans Neuvic

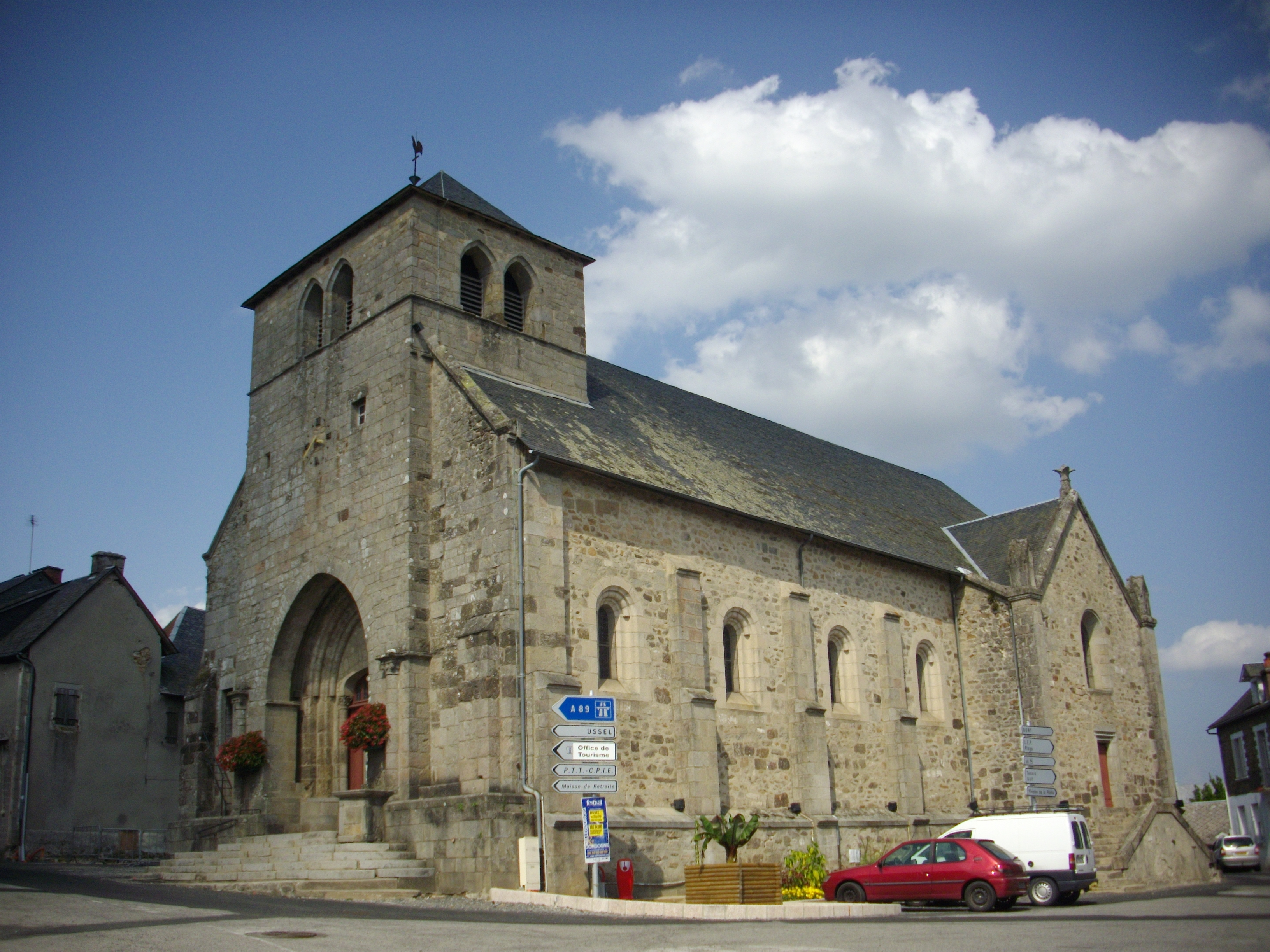
Église Saint-Étienne de Neuvic.
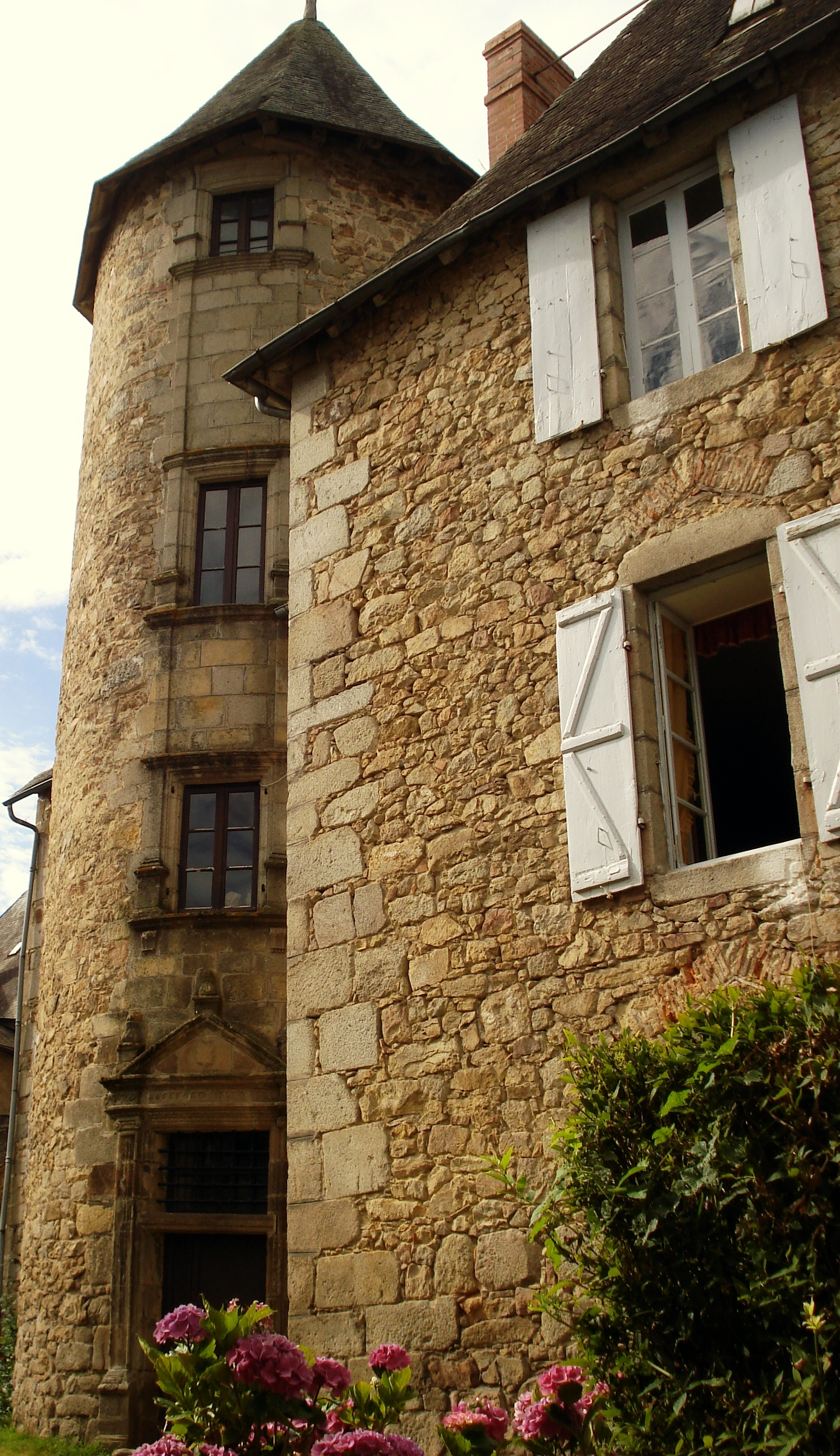
La tour Saint Mexant.
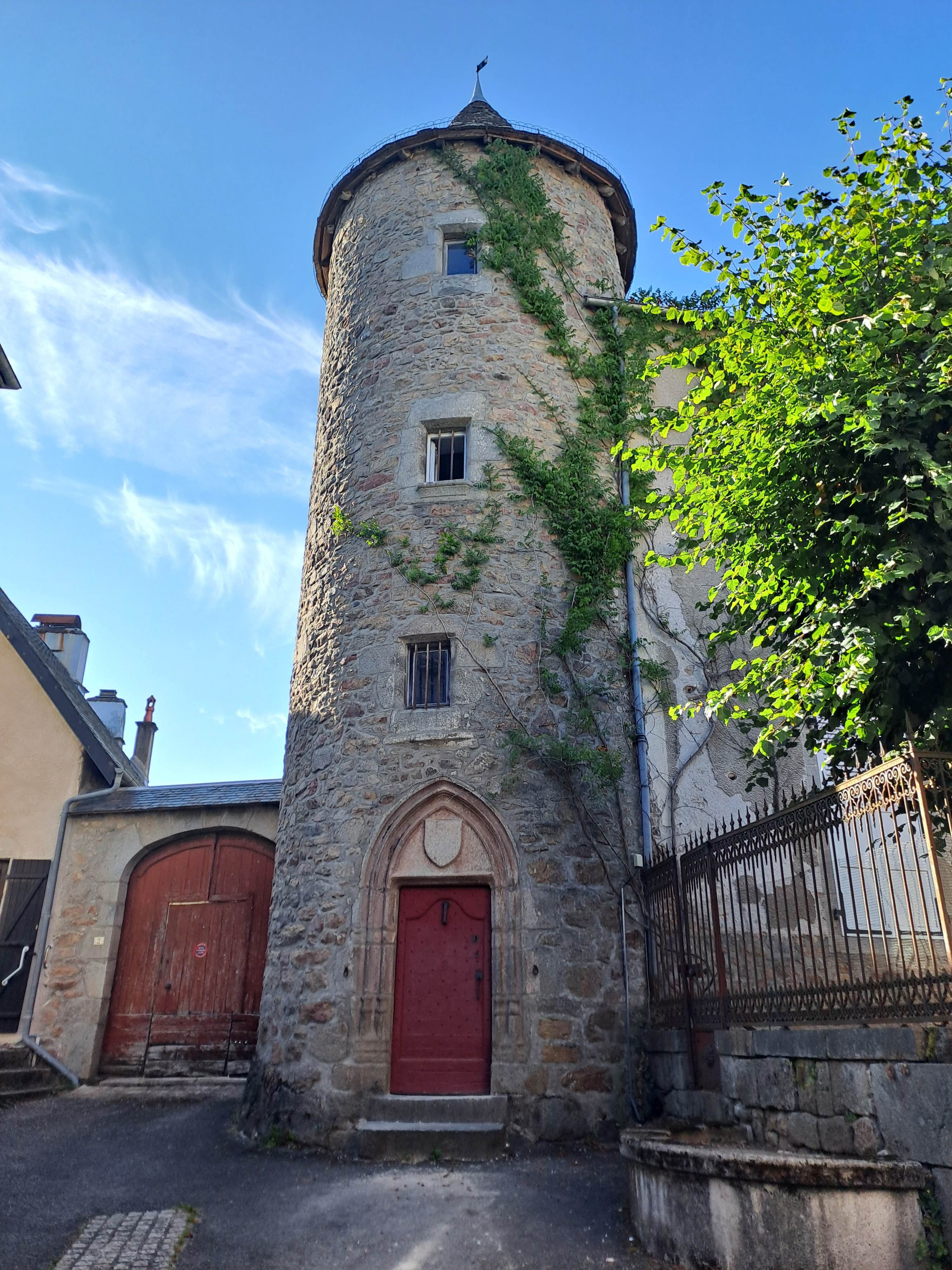
La tour Veilhan.
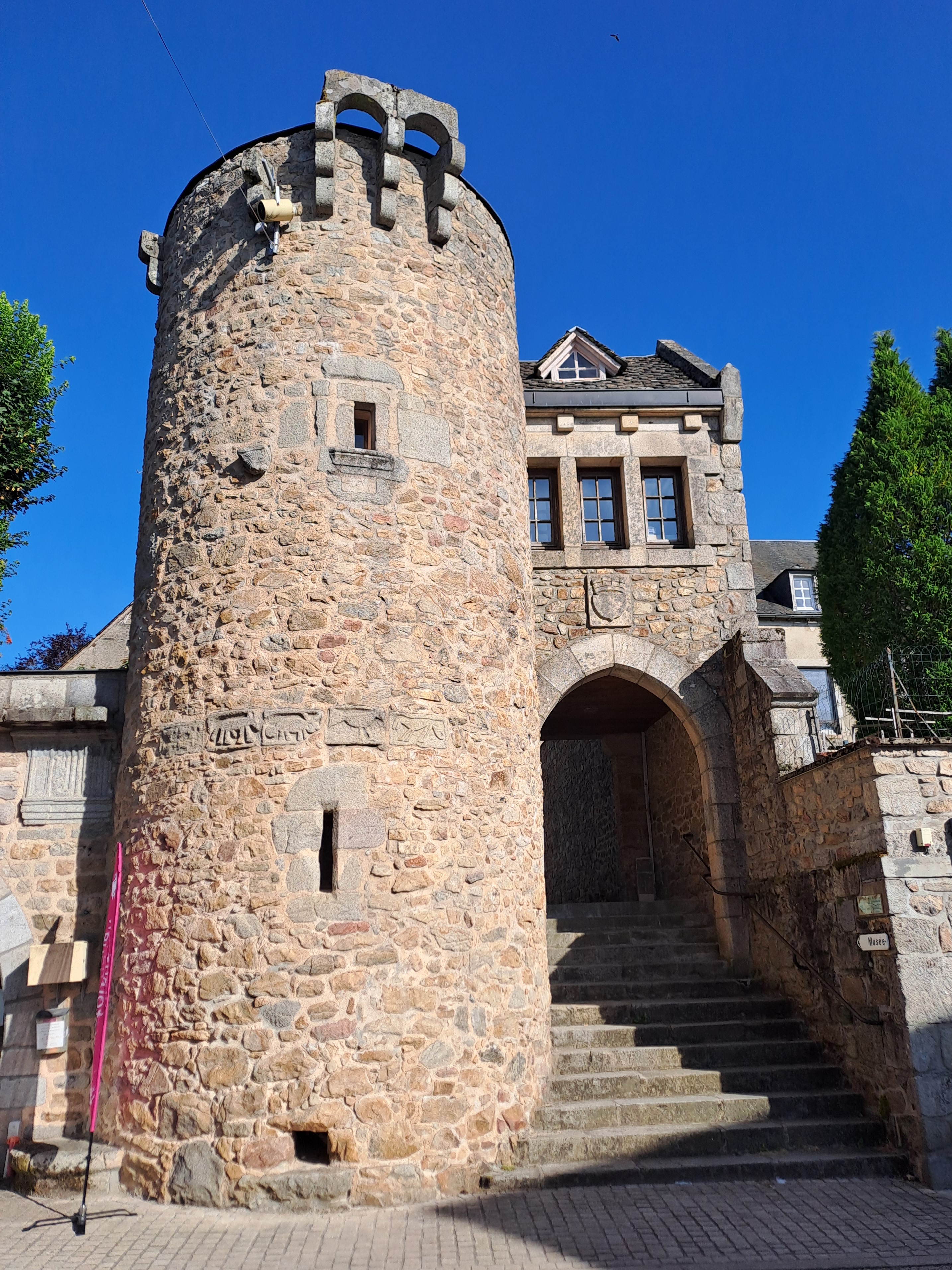
La tour des Cinq Pierres.

- L'église Saint-Étienne de Neuvic[38], dédiée à saint Étienne.
- Le château du Chambon date du XIVe siècle avec une chapelle du XVe siècle.
- La tour Saint-Mexant du XVIe siècle, classée monument historique depuis 1972[39].
- Le jardin public[40], au centre de Neuvic, qui descend de la mairie à l'entrée du lycée professionnel Marcel Barbanceys. La statuaire en béton armé ainsi qu'en mosaïque a été conçue par le sculpteur Henri Proszynski[41] en collaboration avec l'architecte Maurice Mellon. L'ensemble est labellisé « Patrimoine du XXe siècle ».
- Le musée départemental de la Résistance Henri-Queuille, inauguré le 4 mai 1982 par François Mitterrand en présence du député Jacques Chirac.
- L'arboretum du château de Neuvic d'Ussel[42],[43], parc créé vers 1817 par Jean-Hyacinthe d'Ussel, aussi appelé Alfred d'Ussel. Ce parc agricole et paysager à l'anglaise regroupe des arbres remarquables dont certains ont été plantés au début du XIXe siècle. Il est labellisé Jardin remarquable par le ministère de la Culture et Arbre remarquable par l'association A.R.B.R.E.S. au vu de l'intérêt présenté par son patrimoine végétal.
- Le Chevrier : sculpture en bronze de 182 kg réalisée en 1866 par Raymond Barthélemy, grand prix de Rome en 1860. Nommée primitivement Berger jouant avec un chevreau, elle fut mise à disposition de la commune de Neuvic en 1931. Elle a été installée sur la place du Marché en 1932. Le régime de Vichy décide son déboulonnement et sa fonte, dans le cadre de la mobilisation des métaux non ferreux. Pour éviter cela, un groupe de résistants la déboulonne et l'enterre dans le jardin d'Adrien Porte. Elle est réinstallée après la Libération. Installée en 1987 sur une fontaine sur la place du Chevrier, renommée place de la Résistance en 1989, elle est retirée en 2015 et installée dans le hall de la mairie pour la protéger.

#### Hors de Neuvic
- Le château de Mialaret, situé entre Neuvic et Lamazière-Basse, fut, dans son état actuel, construit au XIXe siècle. Il abrite aujourd'hui un hôtel-restaurant. Cette demeure appartenait à la femme du maréchal de Lattre de Tassigny. Au cours de l'été 1944, le château abrita des prisonniers allemands et fut le siège des interrogatoires de certains collaborateurs. Robert Doisneau a vécu, une année durant, avec sa mère, à l'âge de 7 ans au château de Mialaret[44].
- Le monument du puy Chaffaud : œuvre du sculpteur Raymond Couvègnes (1893-1985), premier grand prix de Rome en 1927. La statue, érigée à la demande du maire, Henri Queuille, représente un maquisard nu, sortant des bois et portant, cachée dans sa main droite une grenade. Elle a été inaugurée le 18 septembre 1949 en hommage à la Résistance. Le ministre des Armées, Paul Ramadier, prononça le discours d'inauguration.
- Le lac de Neuvic (410 ha), aussi appelé lac de la Triouzoune (du nom de la rivière qui l'alimente), est la retenue du barrage de Neuvic.
- Le pont de Saint-Projet, qui traverse la Dordogne.

Le pont de Saint-Projet
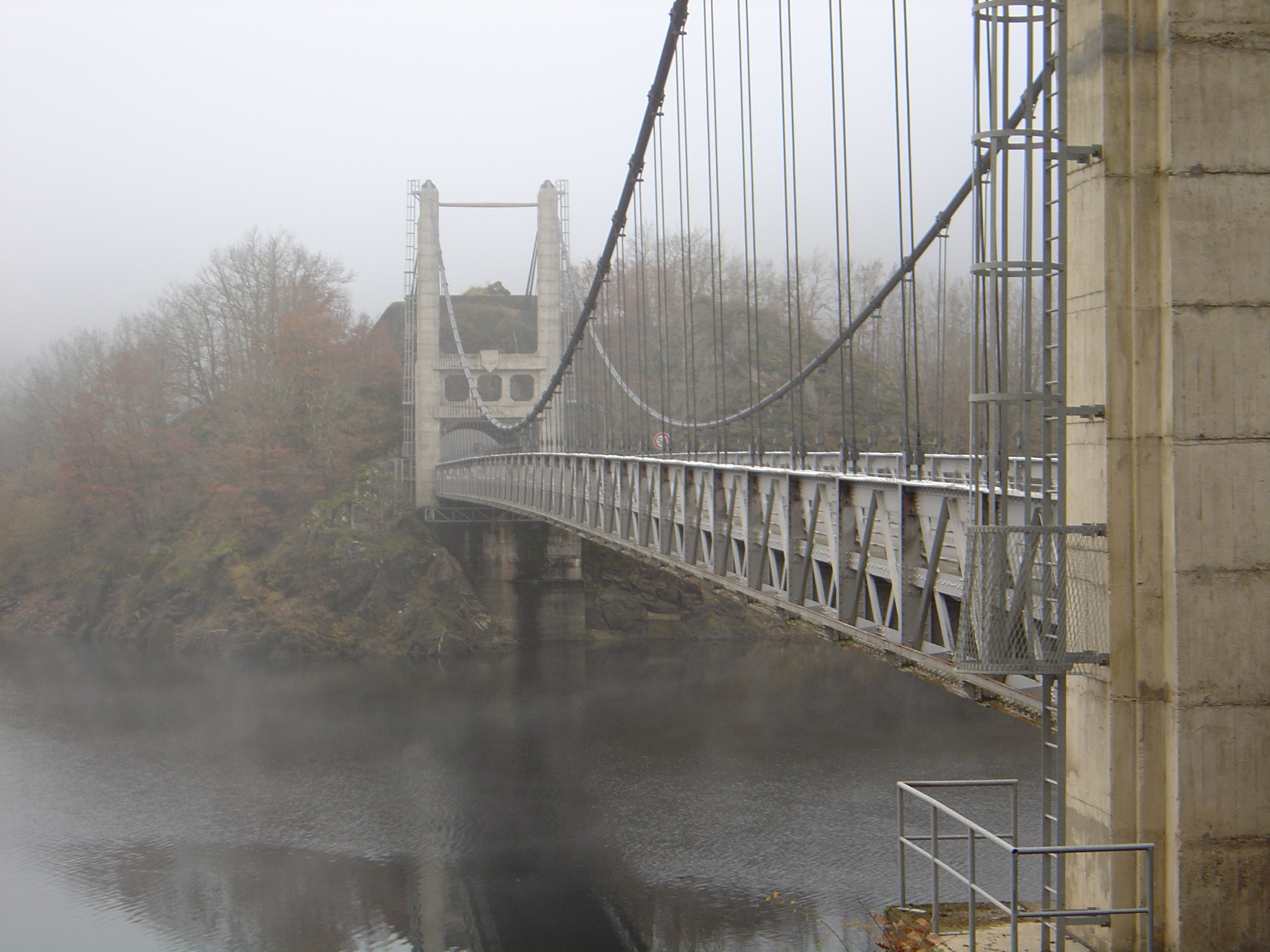
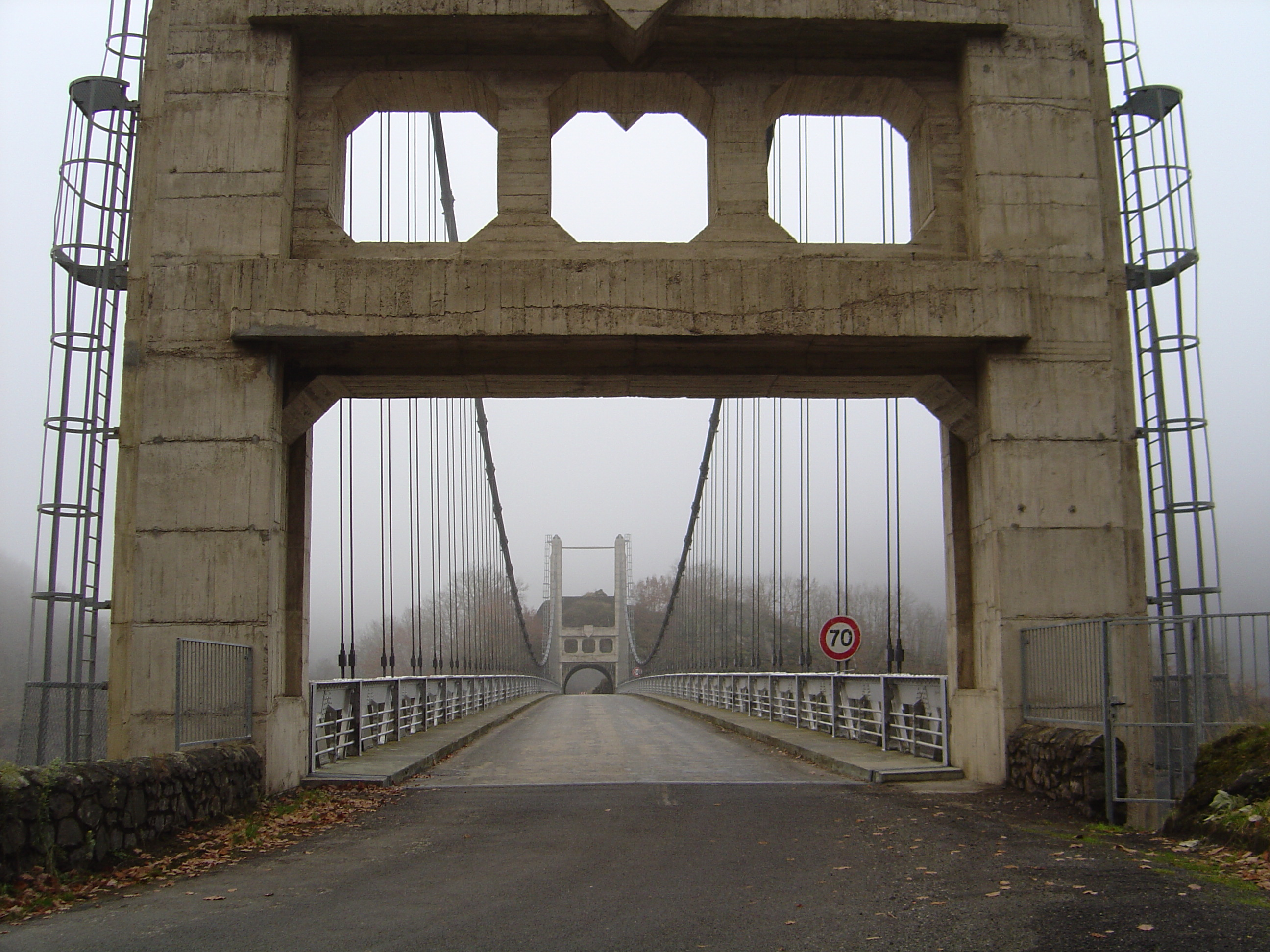
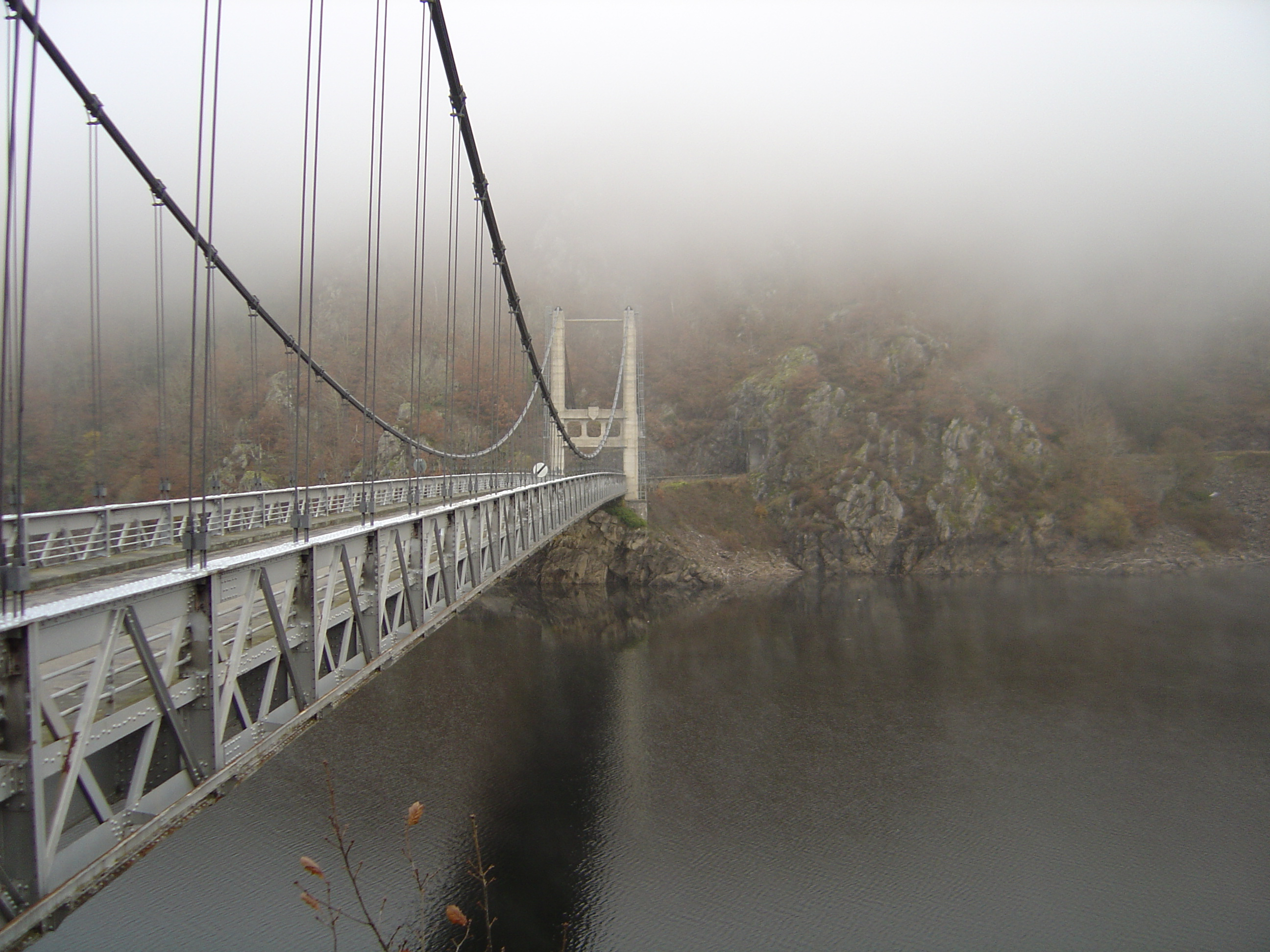

### Personnalités liées à la commune
- François Dellestable (Neuvic, 1851 - Ussel, 1922), Député puis sénateur de la Corrèze, maire de Neuvic et conseiller général.
- Henri Queuille (Neuvic, 1884 - Paris, 1970), plusieurs fois ministre et ancien président du Conseil, maire de Neuvic de 1912 à 1965. La commune lui doit beaucoup de ses équipements.
- Albert Mercier (1892-1976), professeur en région parisienne, chef de centre du maquis Agat à Neuvic pendant la Résistance.
- Guillaume d'Ussel (1906-1945), résistant, mort en déportation.
- Pierre Dux (1908-1990), comédien. Il a passé ses premières années en nourrice à Neuvic-d'Ussel[45].
- Georges Monéger (1920-1944), résistant français.
- Philippe Berre (1954-2021), escroc français , mort à la maison de retraite de la commune.
- Aton Soumache (1971-), producteur de cinéma, possède une propriété sur la commune.

### Héraldique
| Neuvic | Son blasonnement est : D'argent à trois bandes ondées de gueules. |

### Autres manifestations
- Fin mai : fête des plantes.
- 14 juillet : fête du Pain – feu d'artifice sur le lac de la Triouzoune.
- Mi-juillet/ mi-août : festival Millesources et Dordogne.
- 2e week-end d’août : fête de la bruyère.
- Décembre : Téléthon.
- Dimanche avant Noël : foire grasse.